# 保时捷超级杯
保時捷超級杯，全名保时捷美孚1号超级杯（Porsche Mobil 1 Supercup，2007年前為Porsche Michelin Supercup），是一個由保時捷組織的國際一級方程式汽車賽。
賽上所有24位選手都需使用相同的保時捷賽車（保時捷911）。該賽事創辦于1993年，賽事大多數時候在歐洲舉行，但偶爾也會前往沙特、美國等其他國家。

## 所用車輛

### 911 Cup (Type 964)
1993年-1994年使用。

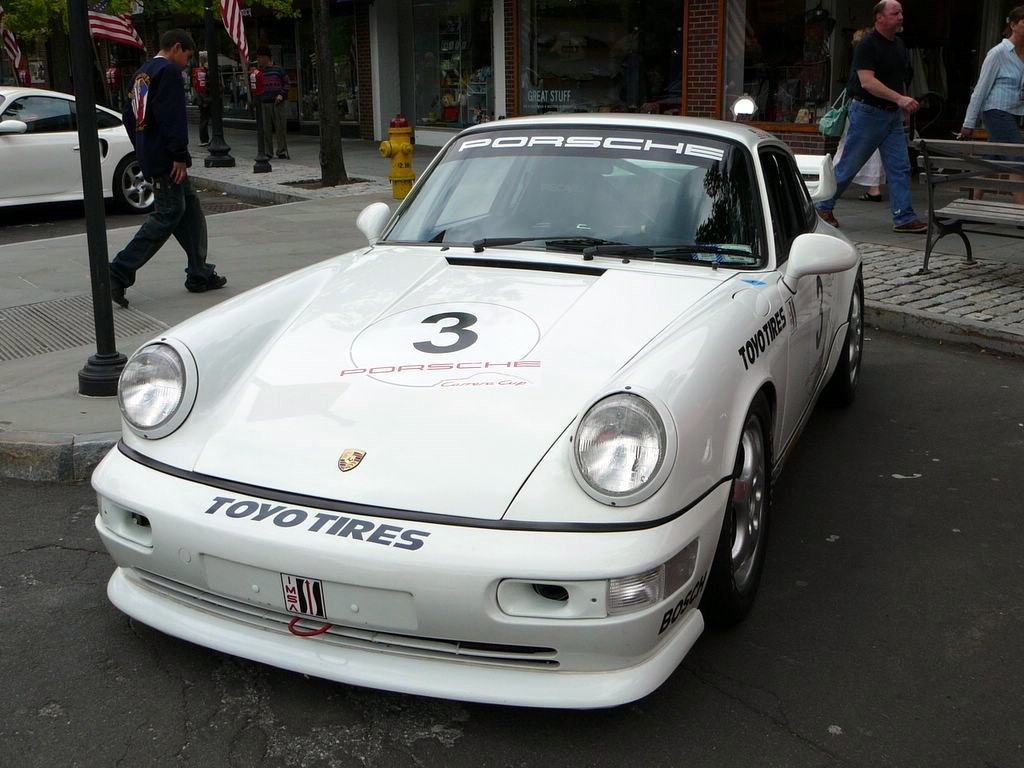
Porsche 911 Cup (964)

- 发动机排量：3,600 cc（220 cu in） 自然進氣水平对卧六缸引擎
- 功率输出：275 PS（202 kW；271 hp） @6,100 rpm, 314 N·m（232 lbf·ft） @4,800 rpm
- 变速箱：5檔手動
- 重量： 1,120（2,469磅）

### 911 Cup 3.8 (Type 993)
1994–1997年使用。

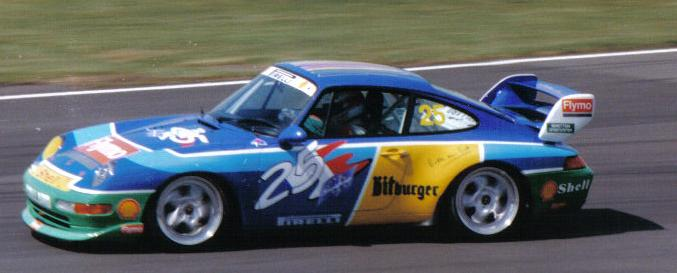
Porsche 911 Cup (993)

- 发动机排量：3,746 cc（229 cu in） 自然進氣水平对卧六缸引擎
- 功率输出：310 PS（228 kW；306 hp） @6,100 rpm, 360 N·m（266 lbf·ft） @5,500 rpm
- 变速箱： 6檔手動
- 重量： 1,100（2,425磅）

### 911 GT3 Cup (Type 996)

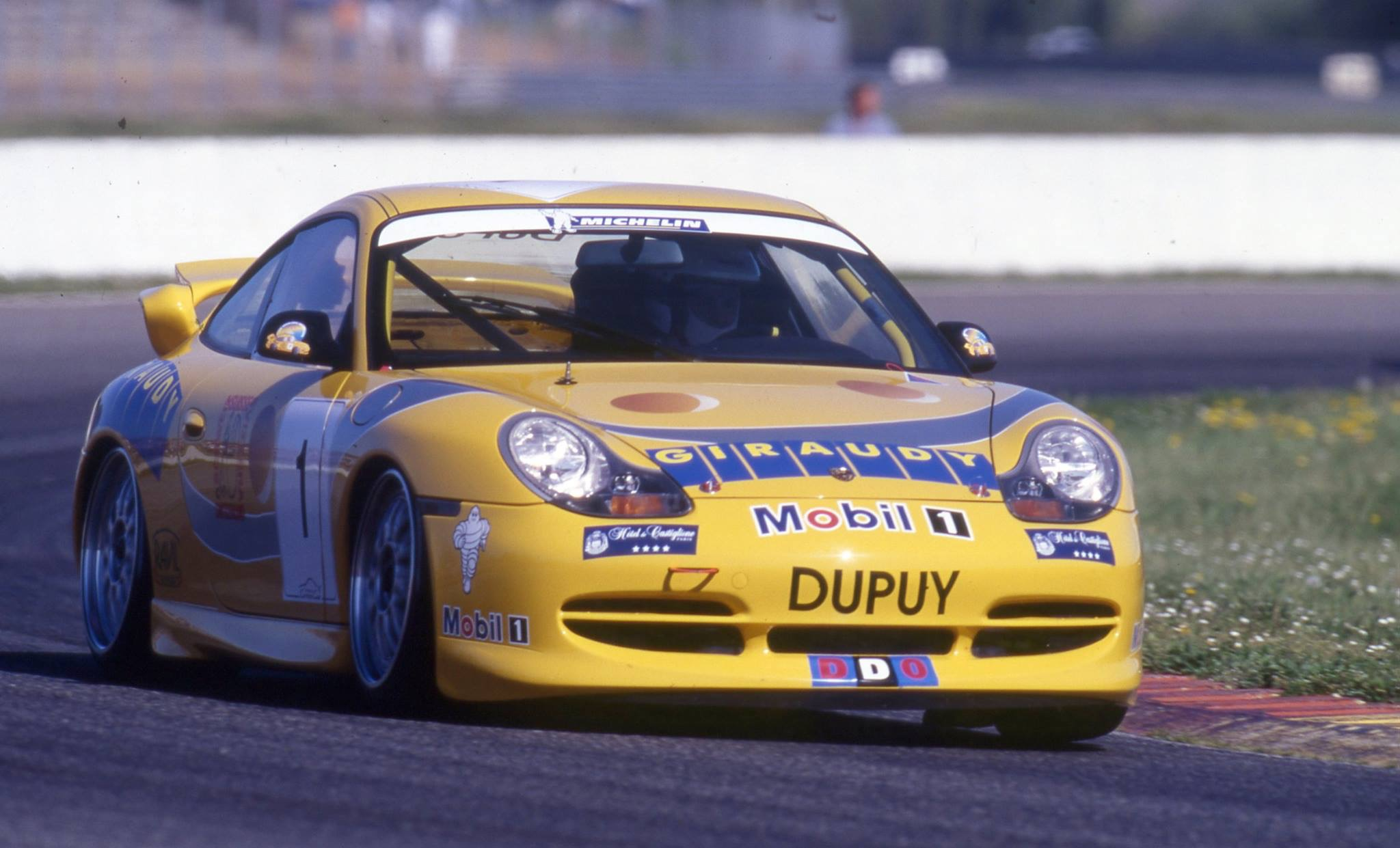
Porsche 911 GT3 Cup (996)

1998–2001年使用，2001年增大了尾翼并改良了散熱設備。
- 发动机排量：3,600 cc（220 cu in） 自然進氣水平对卧六缸引擎
- 缸徑×衝程：100 mm × 76.4 mm
- 功率输出：265 kW（360 PS；355 bhp） @7,200 rpm, 360 N·m（266 lbf·ft） @6,250 rpm
- Redline：8,000 rpm
- 变速箱： 6檔手動
- 輪胎：Pirelli slick；前245/645-18、後305/645-18
- 剎車：330（前後）、標準 ABS
- 燃料箱容量：64 L（14 imp gal；17 US gal）
- 重量： 1,140（2,513磅）

### 911 GT3 Cup (Type 996 II)
2002–2004年使用。

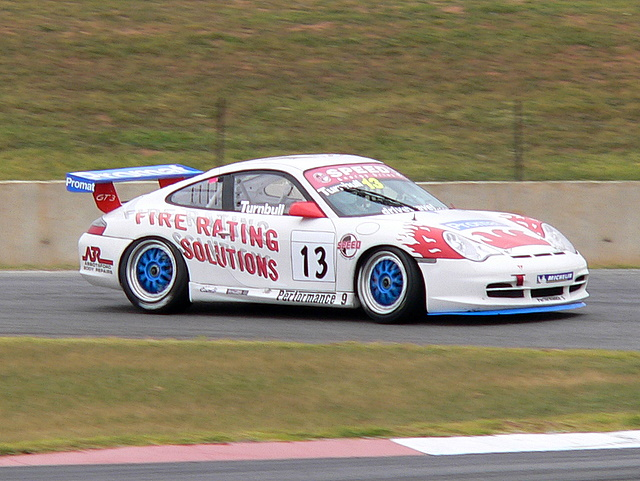
Porsche 911 GT3 Cup (996 II)

- 发动机排量：3,600 cc（220 cu in） 自然進氣水平对卧六缸引擎
- 缸徑×衝程：100mm × 76.4mm
- 功率输出：280 kW（381 PS；375 bhp） @7,200 rpm, 380 N·m（280 lbf·ft） @6,250 rpm
- 变速箱： 6檔手動
- 輪胎：Michelin slick；前24/64-18、後27/68-18
- 剎車：350 mm，標準ABS
- 燃料箱容量：64 L（14 imp gal；17 US gal）
- 重量： 1,140（2,513磅）

### 911 GT3 Cup (Type 997)
2005–2009年使用。

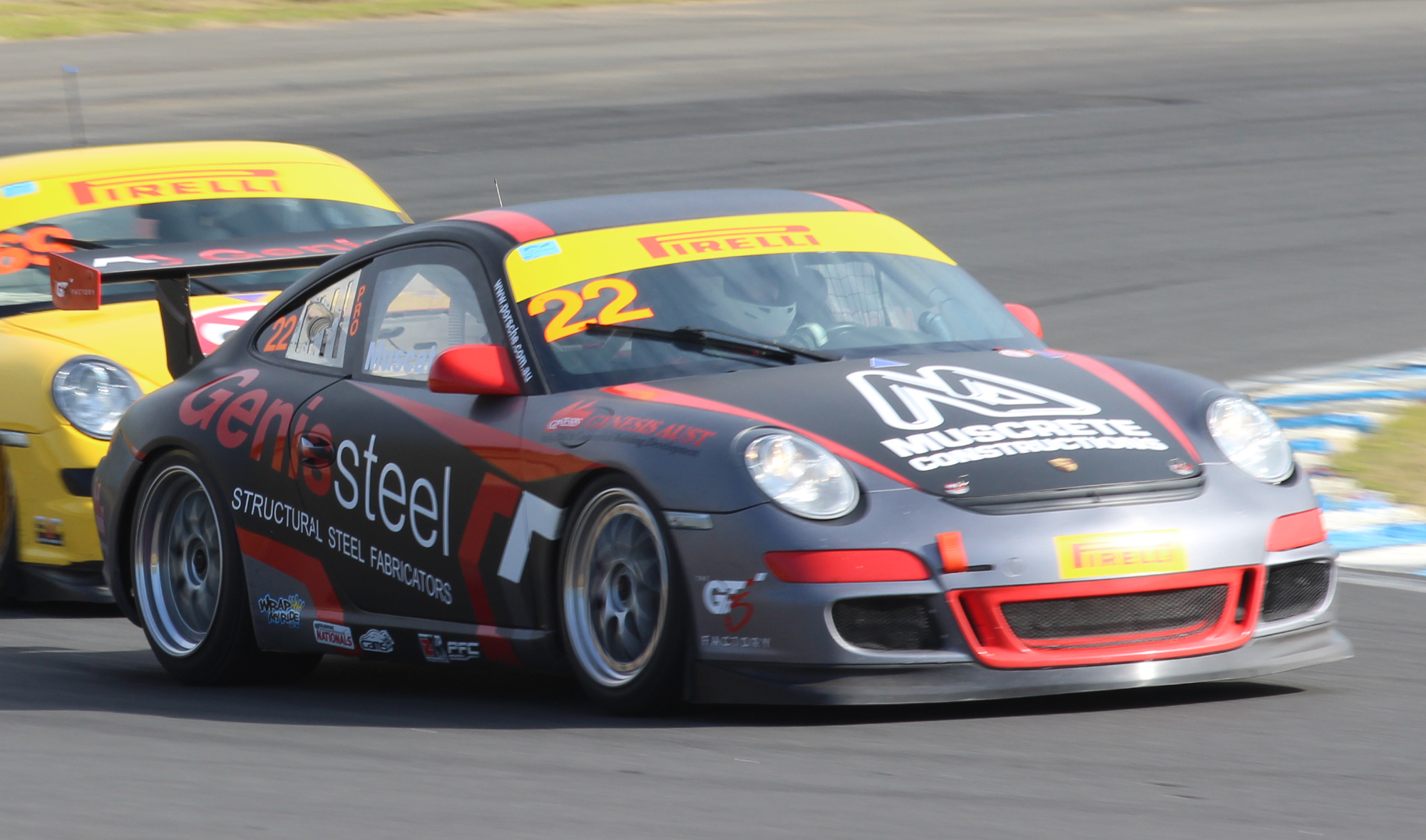
Porsche 911 GT3 Cup (997)

- 发动机排量：3,598 cc（220 cu in） 自然進氣水平对卧六缸引擎
- 功率输出：294 kW（400 PS；394 bhp） @7,000 rpm, 400 N·m（295 lbf·ft） @6,500 rpm
- 缸徑×衝程：100 mm × 76.4 mm
- Redline：8,200 rpm
- 变速箱： 6檔手動
- 輪胎：Michelin slick；前24/64-18，后27/68-18
- 剎車：前380 mm、後350 mm
- 轴距：2,355 mm（93英寸）
- 轮间距（前/後）：1,515 mm（60英寸）/1,780 mm（70英寸）
- 重量： 1,120（2,469磅）

### 911 GT3 Cup 3.8 (Type 997 II)

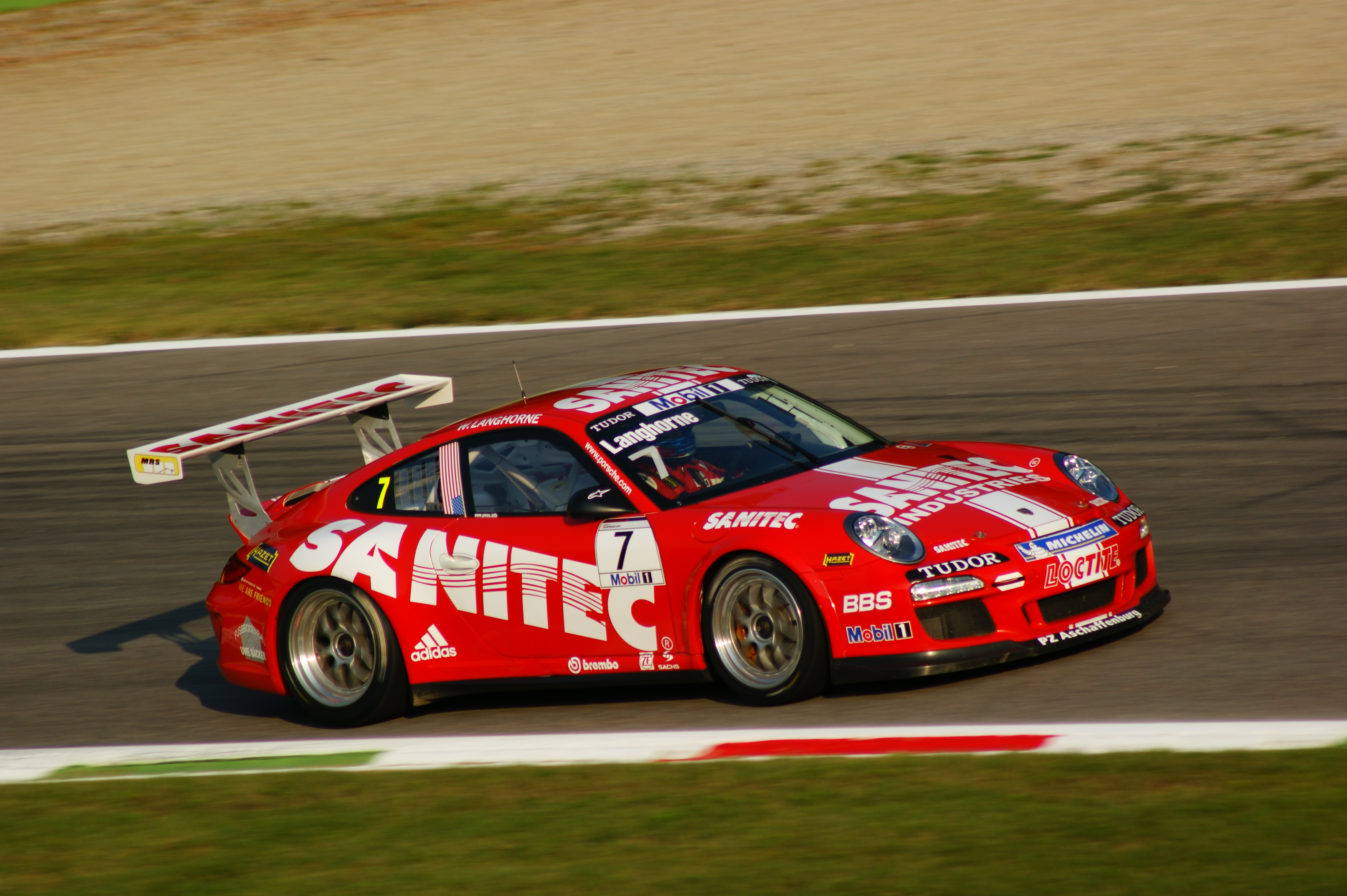
Porsche 911 GT3 Cup (997 II)

2010–2012年使用，這款車本身剛在2009年于法蘭克福車展上市。
- 发动机排量：3,797 cc（232 cu in） 自然進氣水平对卧六缸引擎
- 功率输出：331 kW（450 PS；444 bhp） @7,500 rpm
- Redline：8,500 rpm
- 变速箱：6檔手動
- 輪胎：Michelin slick；前24/64-18（9.5Jx18），后：27/68-18（12Jx18）
- 剎車：前380 mm、後350 mm
- 重量： 1,160（2,557磅）

### 911 GT3 Cup (Type 991)
2013–2016年使用。

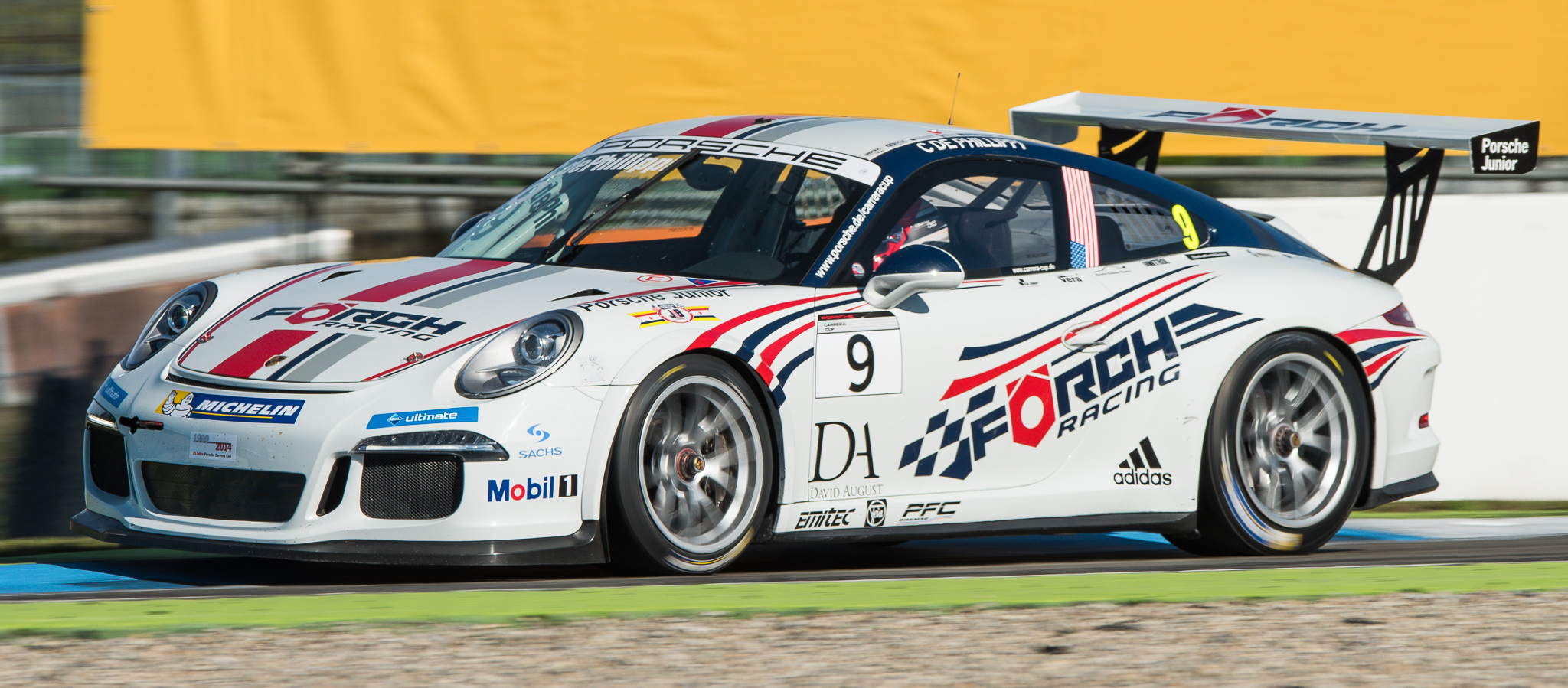
2014 Porsche 911 GT3 Cup (991)

- 发动机排量：3,797 cc（232 cu in） 自然進氣水平对卧六缸引擎
- 缸徑×衝程：102.7 mm × 76.4 mm
- 功率输出：338 kW（460 PS；453 bhp） @7,500 rpm
- Redline：8,500 rpm
- 变速箱： 6檔手動（撥片式換檔）
- 輪胎：Michelin slick；前27/65-18（10.5Jx18 ET28）、後31/71-18（12Jx18 ET53）
- 剎車：380mm（前後），無ABS
- 油箱：100 L（22 imp gal；26 US gal） FIA FT3
- 轴距：2,458 mm（97英寸）
- 重量： 1,200（2,646磅）

### 911 GT3 Cup (Type 991 II)
2017年開始使用。

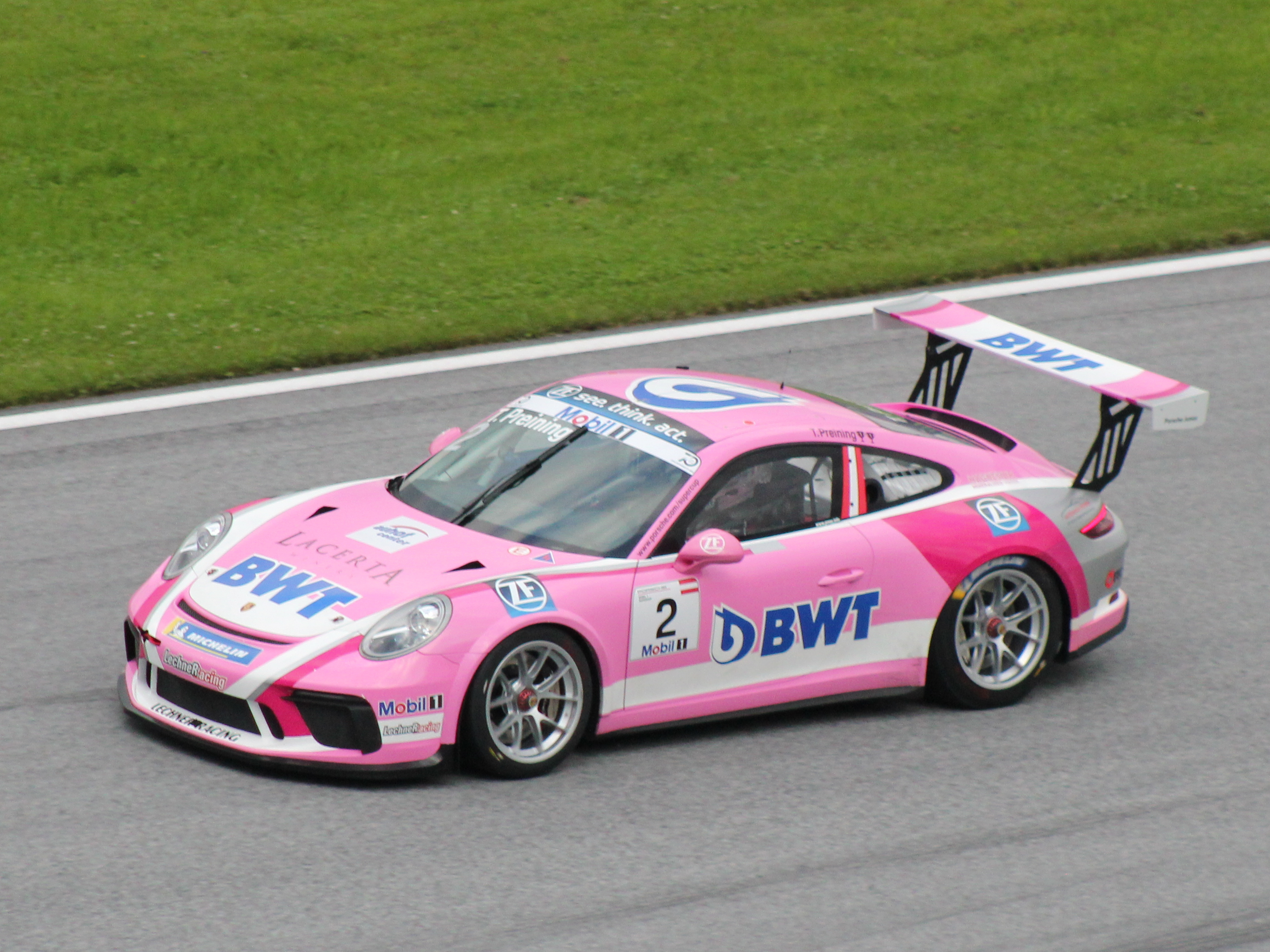
Porsche 911 GT3 Cup

- 发动机排量：3,996 cc（244 cu in） 自然進氣水平对卧六缸引擎
- 缸徑×衝程：102 mm × 81.5 mm
- 功率输出：357 kW（485 PS；479 bhp） @7,500 rpm, 480 N·m（354 lbf·ft） @6,250 rpm
- Redline：8,500 rpm
- 变速箱：6檔手動（撥片式換檔）
- 輪胎：Michelin slick；前27/65-18（10.5Jx18 ET28）、後31/71-18（12Jx18 ET53）
- 剎車：380mm（前後），無ABS
- 油箱：100 L（22 imp gal；26 US gal） FIA FT3
- 轴距：2,456 mm（97英寸）
- 重量： 1,200（2,646磅）

## 錦標賽

### 比賽規則
每個週末每輛車可使用兩組光滑的輪胎，雨胎的數量則是無限制。所有參賽者的輪胎都相同，而且不允許進行預熱或化學處理。

### 積分系統
每場比賽前15名完成會獲得積分，所有比賽均計入總成績。自2008年以來，在排位賽中取得杆位將獲得2分。
| 位置 | 第1名 | 第2名 | 第3名 | 第4名 | 第5名 | 第6名 | 第7名 | 第8名 | 第9名 | 第10名 | 第11名 | 第12名 | 第13名 | 第14名 | 第15名 |
| ---- | ----- | ----- | ----- | ----- | ----- | ----- | ----- | ----- | ----- | ------ | ------ | ------ | ------ | ------ | ------ |
| 積分 | 25    | 20    | 17    | 14    | 12    | 10    | 9     | 8     | 7     | 6      | 5      | 4      | 3      | 2      | 1      |

### 車隊積分榜
每支車隊中兩名最佳車手的積分相加。 在賽季結束時，保時捷會向三支最佳成績的車隊頒發獎金。

### 獎金
在2006年和2007年，保時捷向車手和車隊支付了約82萬歐元。每場比賽冠軍將獲得9,000歐元，亞軍獲得7,500歐元，季軍獲得6,500歐元。 取得第15名，亦能獲得1,400歐元。此外，2006年及2007年冠軍還獲得了保時捷跑車，而做出最快圈速的車手獲得了保時捷設計的高級手錶。

## 外部連接
- The Porsche Mobil 1 Supercup website
- Porsche Mobil 1 Supercup Online Magazine